# Bronson Gengezha
Bronson Gengezha es un escultor de Zimbabue, nacido el 21 de abril de 1981 en el barrio de Dzivarasekwa en Harare. 

## Datos biográficos
Bronson Gengezha nació en Dzivarasekwa, asistió a la Escuela Ellis Robins, donde tomó un interés especial por la historia del arte. Bronson atribuye a su padre, Temba Gengezha, ser la mayor fuente de inspiración para la creación de sus bellas obras . Desde 1975 hasta su prematura muerte en 2001, las esculturas de Temba Gengezha fueron inmensamente populares y celebradas tanto a nivel local como en el extranjero por su estilo y su arte.
Cuando era niño, Gengezha jugaba con piedras en el suelo de los talleres de su padre, pero no fue hasta 1998, a la edad de 17 años, cuando comenzó a esculpir piedras y afinar su visión artística bajo la tutela de su padre. Una de las características fundamentales de Gengezha es su gran creatividad, que se plasma en la habilidad, originalidad y atención al detalle de sus obras. Bronson Gengezha dice haber decidido mantener un estilo único y distintivo de arte Shona por influencia de los artistas Chituwa Jemali y Dominic Benhura. 
Gengezha ha colaborado con muchos escultores de Zimbabue, gracias a su estancia en el centro de esculturas del Parque de Esculturas Chapungu. 
Las obras de Bronson Gengezha están habitualmente inspiradas en la naturaleza, la vida cotidiana de Zimbabue, y los vínculos de la familia. Trabaja habitualmente dos tipos de piedra, la serpentina Kwekwe y la lepidolita .Sus esculturas se pueden encontrar en galerías y colecciones privadas de Alemania, Canadá, Australia, Holanda, Japón, Sudáfrica y Estados Unidos.